# Tannerova stupnice
Tannerova stupnice (anglicky: Tanner scale, případně Tanner stages) je stupnice tělesného vývoje u dětí, mladistvých a dospělých. Stupnici definuje tělesné měření vývoje založené na vnějších primárních a sekundárních pohlavních znacích, jako je velikost prsů, genitálií a růst pubického ochlupení. Vzhledem k přirozené odchylce může část jedinců, v závislosti na době nástupu puberty, procházet jednotlivými stádii různě rychle.
Při léčbě HIV se Tannerova stupnice používá k určení typu léčebného režimu (pro dospělé, dospívající nebo děti).
Stupnice je pojmenována po britském pediatru Jamesi Tannerovi, který ji v roce 1969 sestavil.

## Definice stádií

Ilustrace Tannerovy stupnice pro muže

Ilustrace Tannerovy stupnice pro ženy

Rob, Martan a Citterbart popisují ve své knize Gynekologie vývoj prsů a ženskou část vývoje pubického ochlupení následovně:

### Pubické ochlupení (muži i ženy)
| Stádium      | Popis | Věk             |
| ------------ | --- | --------------- |
| stádium Ph 1 | zcela bez ochlupení (preadolescentní) | mladší 10 let   |
| stádium Ph 2 | malé množství dlouhého prachového chmýří se slabou pigmentací zejména u kořene penisu a šourku či na stydkém pahorku a stydkých pyscích | 10–11,5         |
| stádium Ph 3 | chlupy se stávají tmavší, hrubší a kudrnaté a rozšiřují se bočně přes stydkou sponu (symfýzu, lat. symphysis pubica) | 11,5–13         |
| stádium Ph 4 | ochlupení adultní kvality a typu, avšak menšího rozsahu než u dospělých jedinců; u dívek pokrývá celý trojúhelník hrmy, vynechává jen laterální úhly, pokrývá i celá labia | 13–15           |
| stádium Ph 5 | plně adultní ochlupení; na rozdíl od předcházejícího stádia překračuje i na přilehlé části stehen. Horní hranice ochlupení je ostrá a horizontálně rovná (ženský typ ochlupení). Někdy pokračuje přes tuto hranici vzhůru v úzké trojúhelníkovité oblasti vybíhající až k pupku (mužský čili virilní typ ochlupení) | více než 15 let |

### Genitál (muži)
| Stádium     | Popis | Věk             |
| ----------- | --- | --------------- |
| stádium G 1 | prepubertální (testikulární objem méně než 1,5 mililitru, malý penis o velikosti 3 centimetry a menší                                          | mladší 9 let    |
| stádium G 2 | zvětšování šourku a varlat (kůže šourku se ztenčuje, rudne a rozšiřuje se), délka penisu nezměněna; testikulární objem mezi 1,6 až 6 mililitry | 9–11            |
| stádium G 3 | zvětšování šourku a penisu (hlavně do délky, cca 6 centimetrů); testikulární objem mezi 6 a 12 mililitry                                       | 11–12,5         |
| stádium G 4 | zvětšování a tmavnutí šourku, dále zvětšování penisu (zhruba do 10 centimetrů), hlavně do šířky; testikulární objem mezi 12 a 20 mililitry     | 12,5–14         |
| stádium G 5 | genitálie dospělé velikosti a tvaru; testikulární objem více než 20 mililitrů; délka penisu 15 centimetrů                                      | více než 14 let |

### Prsa (ženy)
| Stádium     | Popis | Věk             |
| ----------- | --- | --------------- |
| stádium M 1 | mamma puerilis s. neutralis: žádné žlázové tělesno, nepigmentovaná areola je v nivó (základní úrovni) kůže                                                                               | mladší 10 let   |
| stádium M 2 | mamma areolata: žlázové tělesno je hmatatelné jen v rozsahu dvorce | 10–11,5         |
| stádium M 3 | žláza přesahuje obrys dvorce, objevuje se špičatě kónický prs | 11,5–13         |
| stádium M 4 | prs, někdy i velký, jehož dvorec s bradavkou tvoří puchýřkovitý útvar nad nivó kontury prsu, dvorec je jen málo pigmentován, nejsou patrny Montgomeryho žlázky a bradavka není erektilní | 13–15           |
| stádium M 5 | definitivní podoba zralého prsu, kde je dvorec v nivó prsu, je hyperpigmentovaný a lemovaný věnečky Montgomeryho žlázek, bradavka je erektilní                                           | více než 15 let |